# كعكة حطبة الميلاد
كعكة حطبة الميلاد (بالفرنسية: bûche de Noël) هي كعكة عيد الميلاد تقليدية غالبًا ما تُقدم حلوى بالقرب من عيد الميلاد في فرنسة وبلجيكة ولُكسِمبُرغ وسُوِسْرَة وفِتنامَ  وكيبك في كندا.
ثمة أشكال منها تُقدم في الولايات المتحدة والمملكة المتحدة والدول الإسكندنافية والبرتغال وإسبانية.
تُصنع كعكة إسفنجية لتشبه حطبة اليُول أو حطبة الميلاد الفعلية مصغرة وهي شكل من أشكال الكعكة الملفوفة الحلوة.
ظهرت الكعكة في القرن التاسع عشر ربما في فرنسا قبل أن تنتشر إلى بلدان أخرى. إنه مصنوع تقليديًا من الكعكة الجنوية ويُخبز عمومًا في مقلاة لفافة سويسرية كبيرة ضحلة ومُغطى بطبقة سكرية وملفوفًا على شكل أسطوانة ومثلجًا مرة أخرى من الخارج. المزيج الأكثر شيوعًا هو الكعكة الإسفنجية الصفراء الأساسية وقشدة الزبدة بالشكلاطة ، وثمة أنواع من كعكة الشكلاطة والغَناش والمثلجات المُطعمة بالإسبريسو أو المشروبات الكحولية.

## الصور

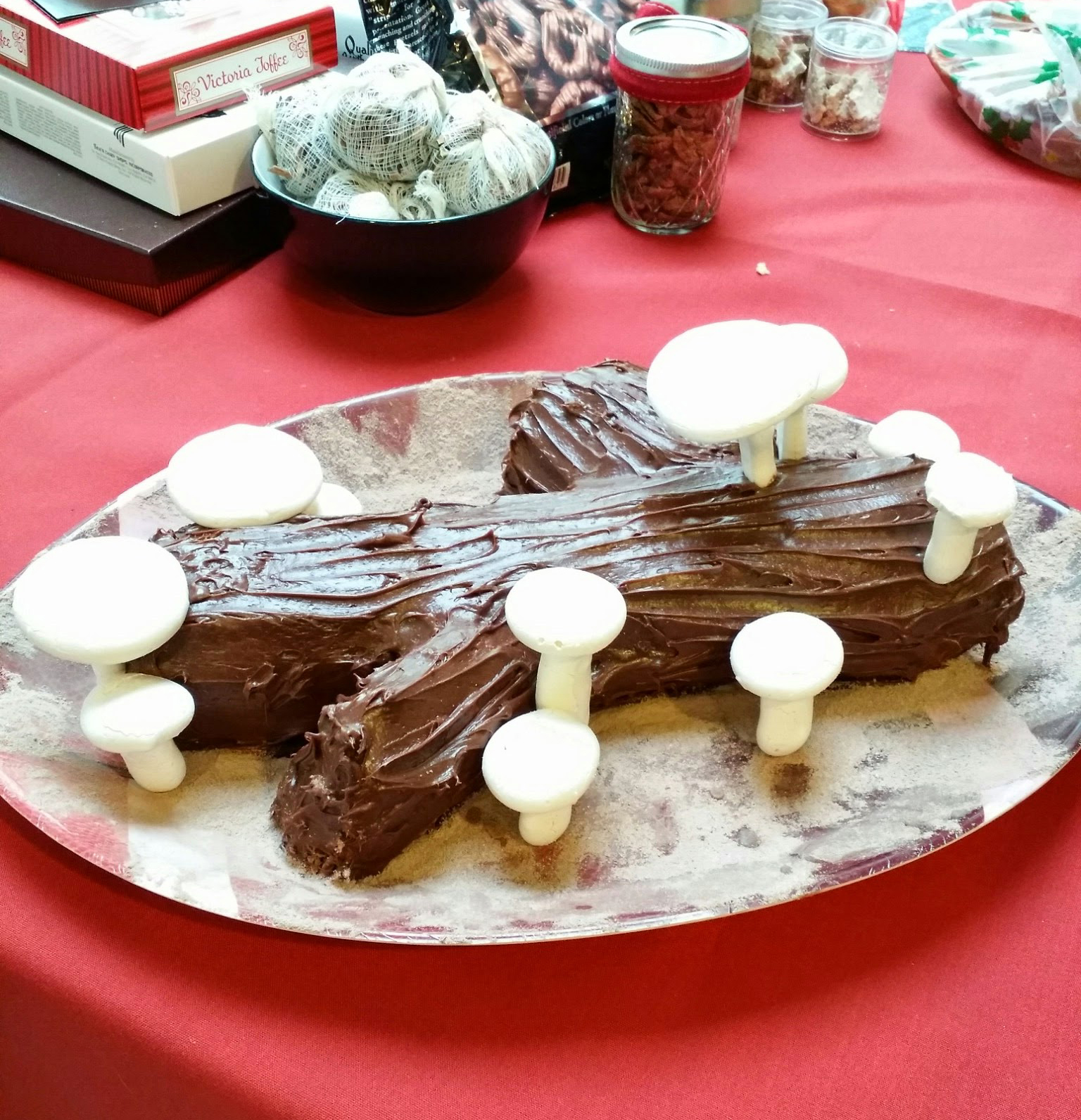
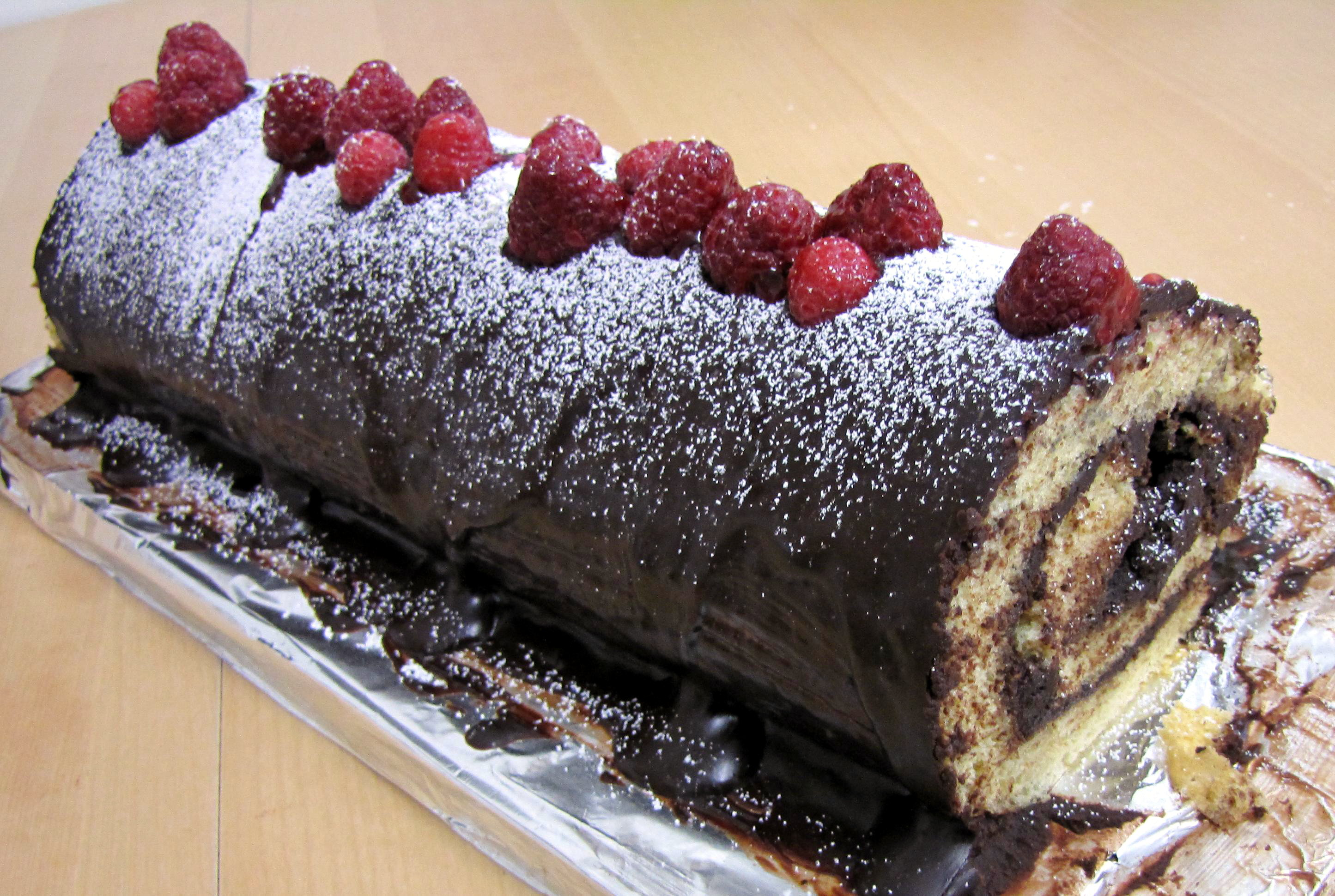
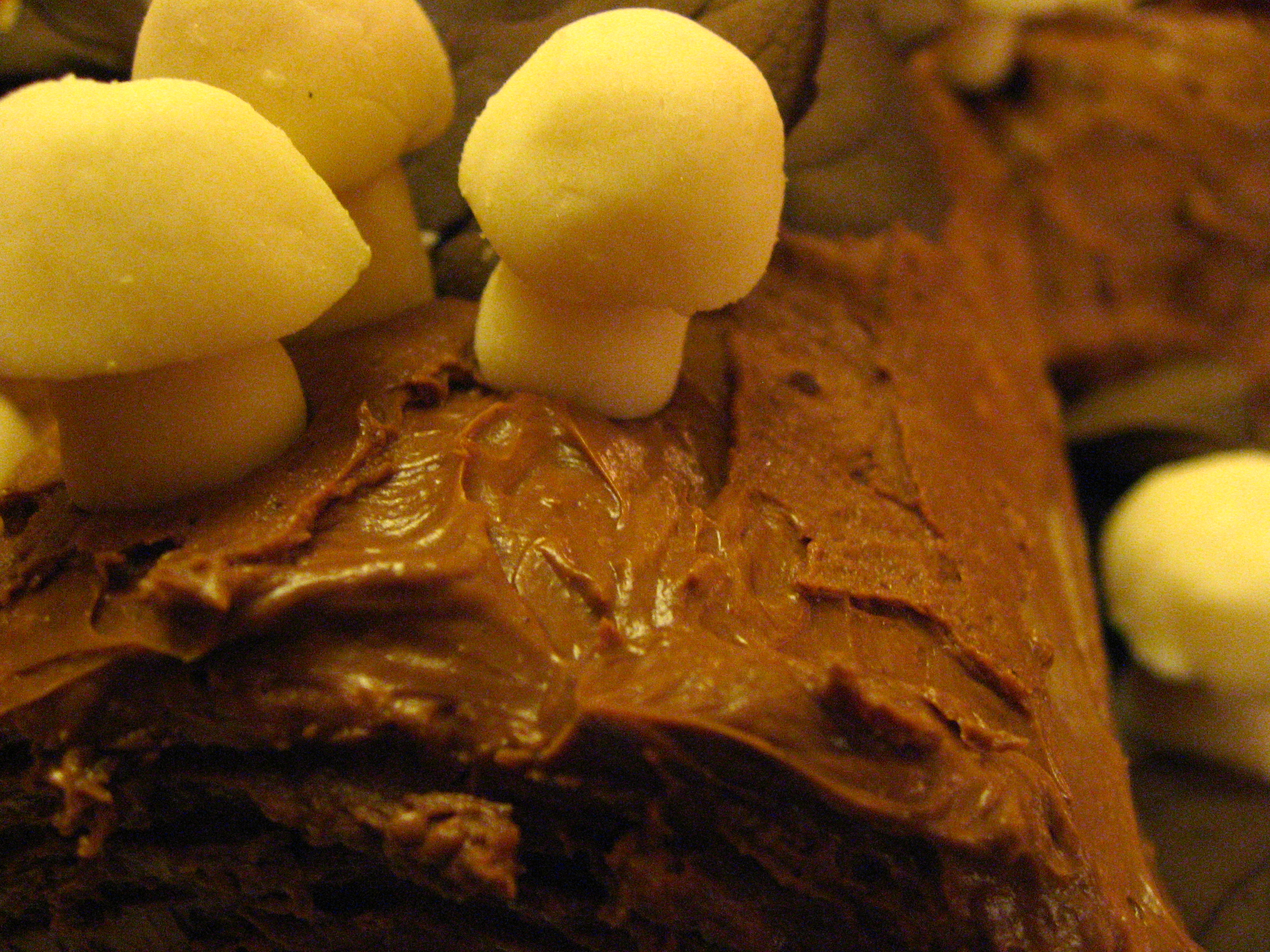
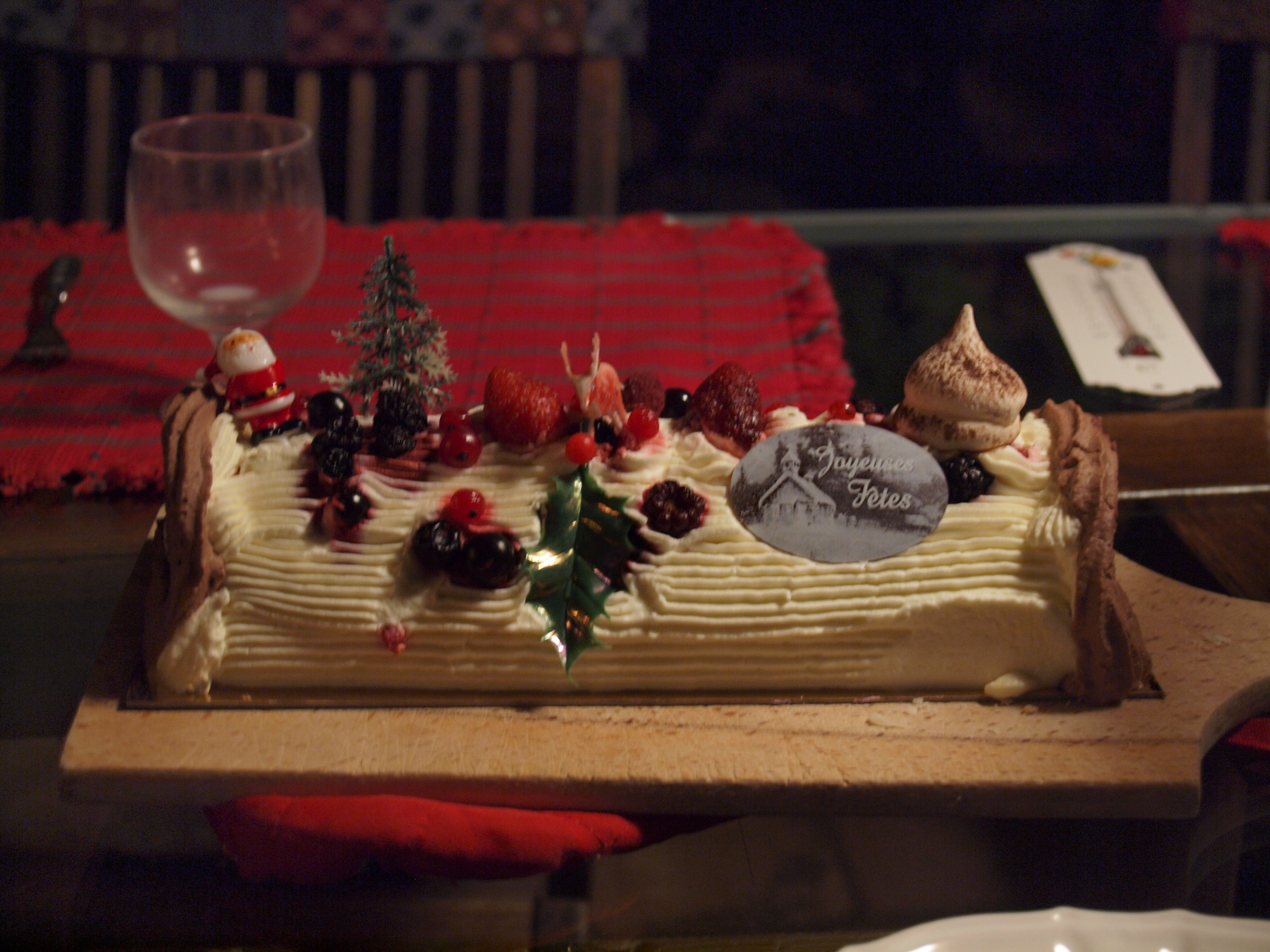
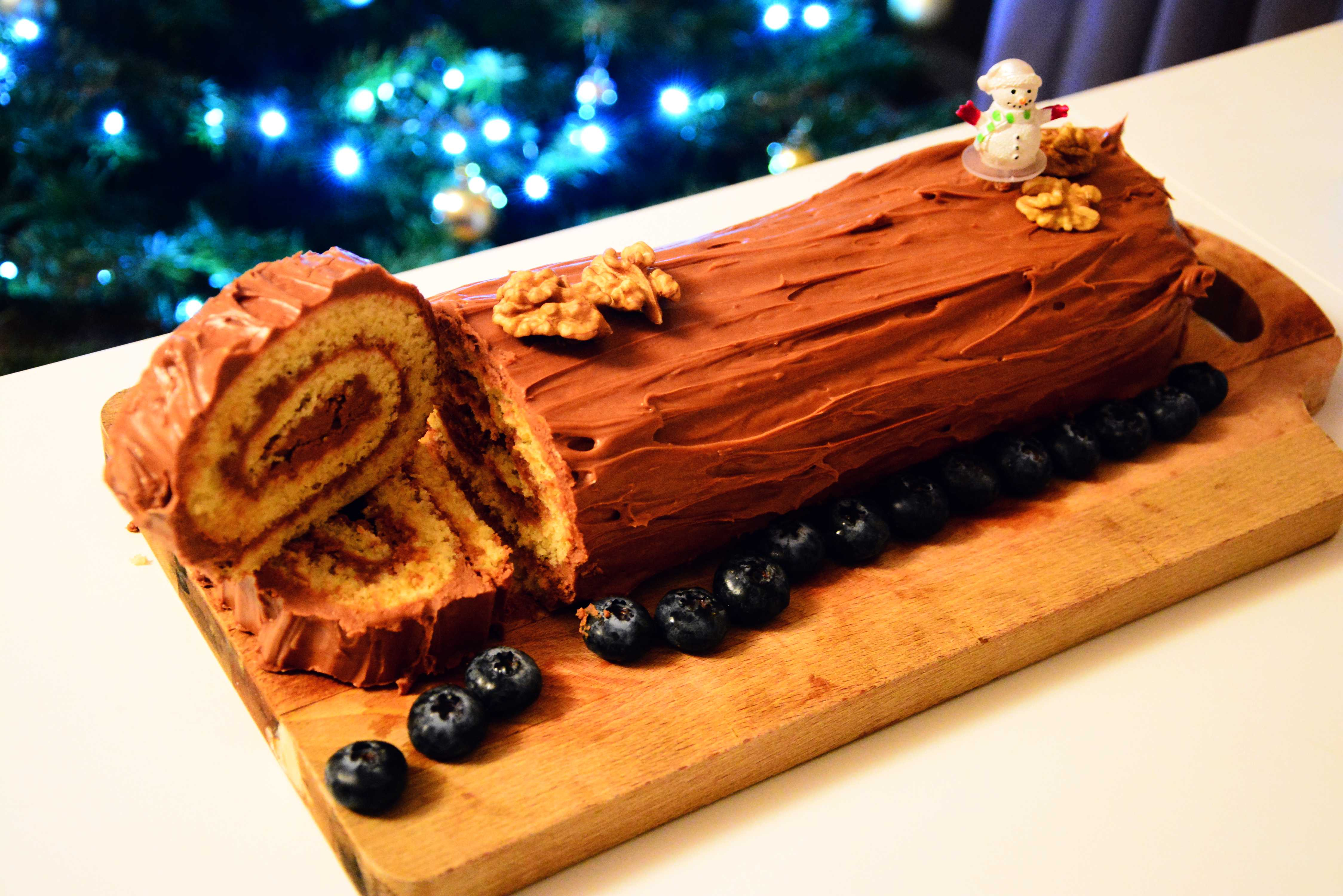
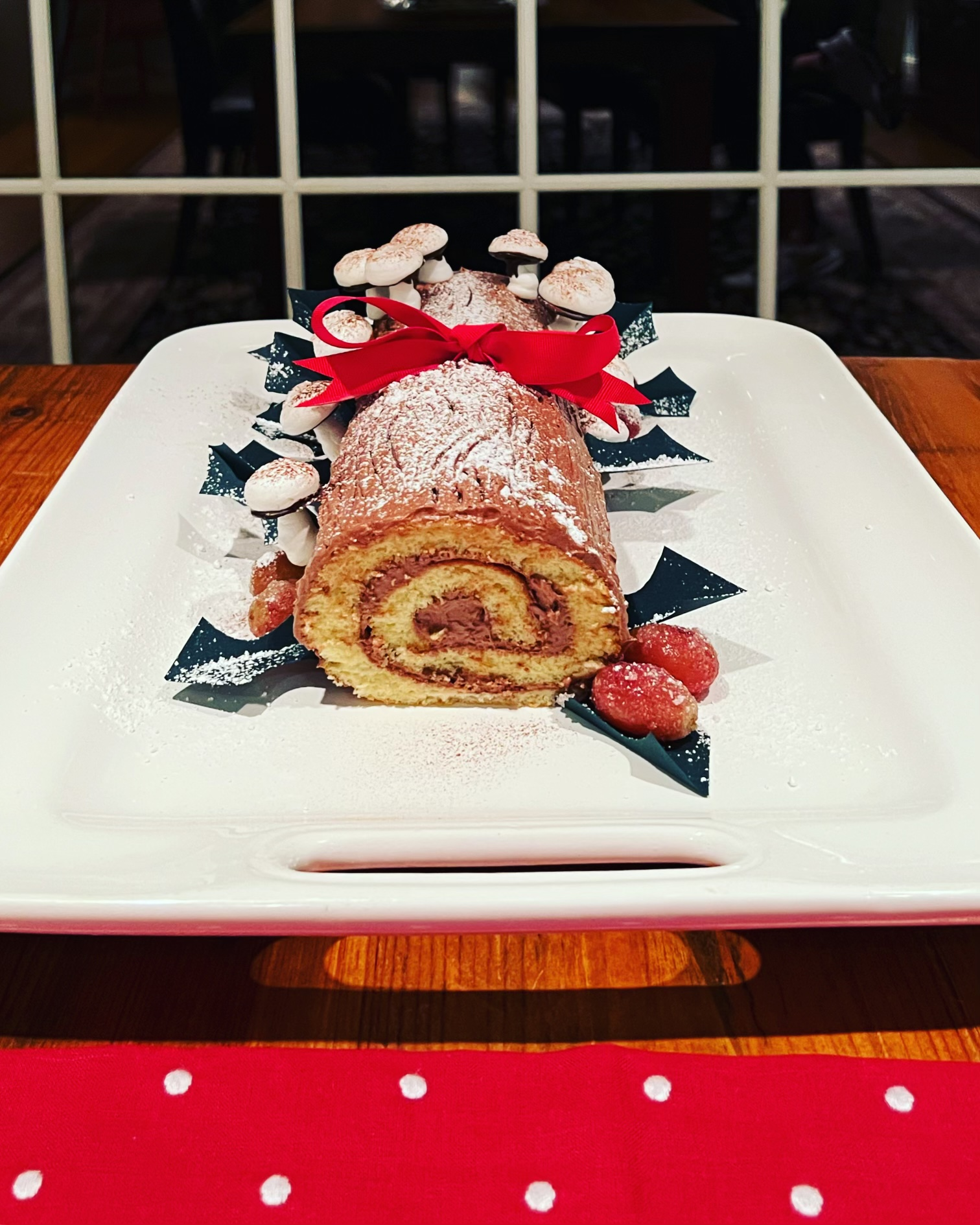